# Hadley (cráter)

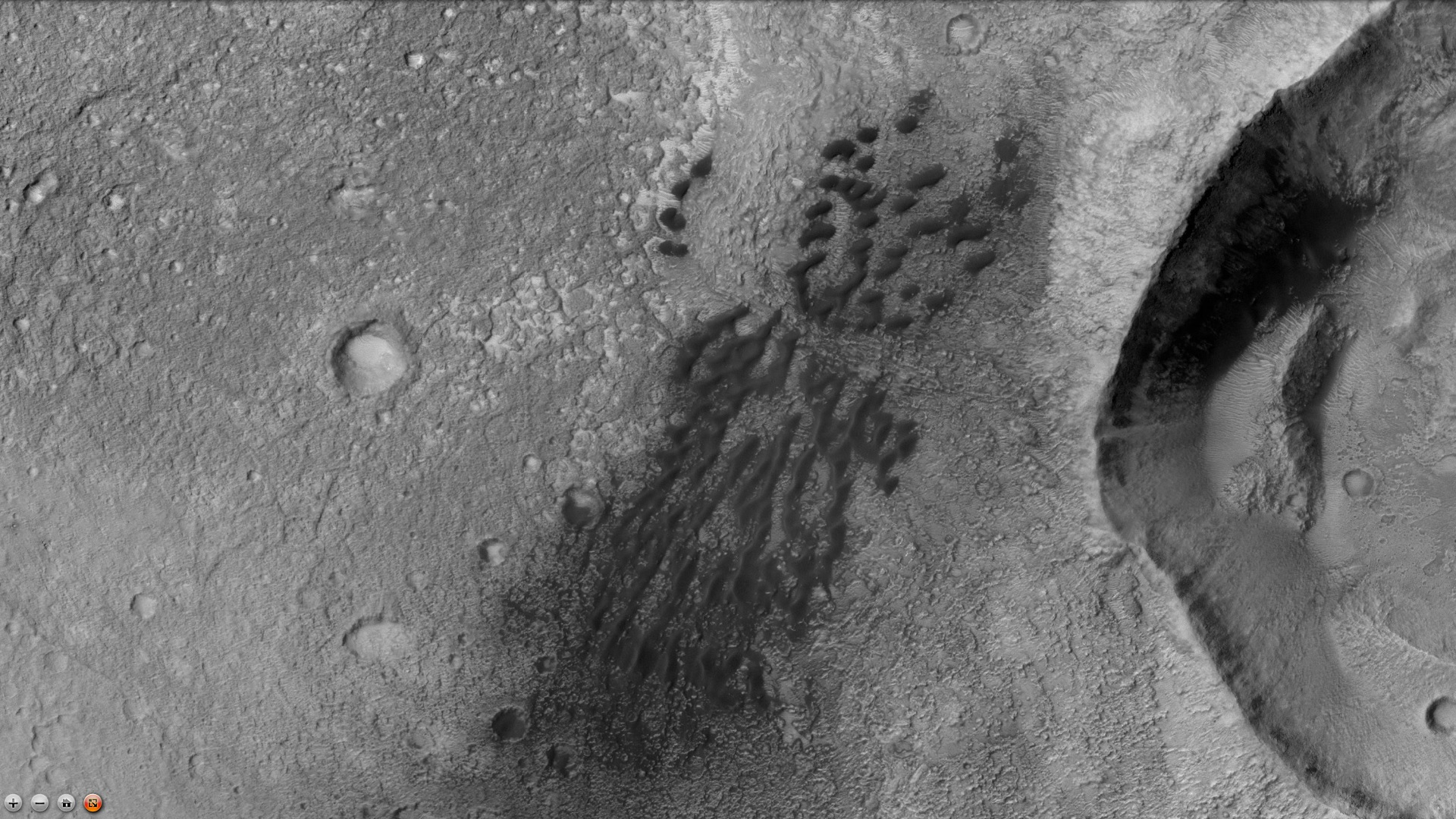
Dunas en el fondo del cráter Hadley (Detalle de la fotografía CTX anterior)

Hadley es un cráter de impacto de grandes proporciones del planeta Marte situado al noreste del cráter Graff, a 19.5° sur y 203.1º oeste. El impacto causó un boquete de 119.0 kilómetros de diámetro. El nombre fue aprobado en 1973 por la Unión Astronómica Internacional, en honor al meteorólogo británico George Hadley (1685-1768).
| [[File:Wikihadley.jpg\|1200px\|alt={{{Alt\|{{{descripción}}}]]                                                                                         |
| Cráter Hadley, fotografía de la cámara CTX a bordo del Mars Reconnaissance Orbiter. Centro del cráter (El norte, hacia la izquierda de la fotografía). |

|  |  |